# Криопелагические организмы
Криопелаги́ческие органи́змы — организмы растительного и животного происхождения, принадлежащие к особому классу морфоэкологических жизненных форм, обитающих в морской пелагиали полярных регионов на подводной поверхности припайного или дрейфующего льда или в его толще и связанные с этим льдом своим полным или частичным жизненным циклом. В Арктике и Антарктике криопелагические организмы — водоросли, мелкие ракообразные, меропланктон, рыбы, а также бактерии, грибы, турбеллярии и фораминиферы, ассоциированные с припайным и паковым льдом, образуют особые сообщества — криопелагические биоценозы.
Определение понятия криопелагических организмов, отличающихся от прочих криобионтов условиями своего существования, впервые было предложено относительно недавно — в 1967—1968 годах советским ихтиологом А. П. Андрияшевым, подытожившим многолетние наблюдения многочисленных биологов и натуралистов. Этимологически термин «криопелагический» представляет собой сложное слово, образованное от двух греческих слов — греч. κρύος (kryos) — холод, мороз или лёд и — πέλαγος (pelagos) — свободная вода.

## Криопелагические биоценозы
Феномен криопелагических сообществ, тесно связанных со льдом, характерен для Арктики и Антарктики, где различные группы и виды криопелагических организмов почти постоянно живут на грани замерзания воды при постоянной температуре ниже 0 °C. Высокая эффективность подобных полярных сообществ обусловлена наиболее благоприятными условиями для фотосинтеза у одноклеточных водорослей не в толще воды, затеняемой от солнечного света ледовым панцирем, а непосредственно на подводной поверхности льда. Активная фотосинтетическая деятельность водорослей приводит к их быстрому размножению и, соответственно, накоплению биомассы первичной продукции водорослей, на основе питания которой развивается следующее звено — зоопланктон, представленный мелкими ракообразными, преимущественно амфиподами. Аборигены криопелагических сообществ — водоросли и зоопланктон по сути представляют собой эпибентические формы, развивающиеся не в самой пелагиали, а на поверхности льда. Тогда как временными обитателями криопелагических биоценозов — своеобразными иммигрантами, являются пелагические личиночные стадии типичных бентических животных, составляющих криопелагический меропланктон. Конечным звеном этого биоценоза, питающимся зоопланктоном, являются настоящие пелагические организмы, представленные криопелагическими рыбами. Криопелагический биоценоз в свою очередь замыкается на высшие звенья региональной пищевой цепи — морских птиц и морских млекопитающих.

## Водоросли

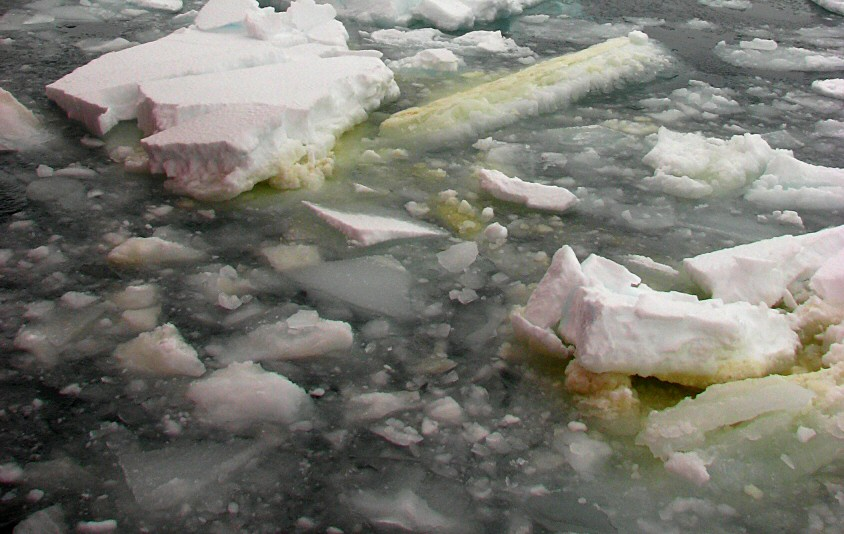
Криопелагические антарктические диатомовые водоросли в летний сезон плотным жёлтым цветом покрывают нижнюю поверхность взломанного пакового льда в море Росса

Подводная поверхность льда в Арктике и Антарктике колонизируется сотнями видов одноклеточных водорослей, находящих здесь наиболее благоприятные условия условия освещения для своего существования. Грязноватая, бурая, жёлтая, золотистая и буровато-жёлтая окраска нижней поверхности припайного и пакового льда в полярных регионах, которая наиболее ярко проявляется в весенний и летний сезоны, обусловлена главным образом интенсивным сезонным развитием диатомовых водорослей, заселяющих трещины, поры и каверны внутри ледяной толщи, омываемой водой. Подобная желтоватая «плёнка» образуется также на коже и шерсти морских млекопитающих. Эта артефактная «окраска» особенно заметна у антарктических косаток, у которых белые пятна на коже становятся буровато-жёлтыми.
В Арктике — в Чукотском и Восточно-Сибирском морях, а также в море Лаптевых найдено 136 криопелагических водорослей, колонизирующих нижнюю поверхность льда. Из них большая часть, 121 вид, представлена диатомовыми водорослями, а 14 видов — динофлагеллятами. Наиболее часто среди диатомовых водорослей встречаются Nitzschia frigida, N. cylindrus, N. grunovi, Navicula pelagica и другие. Среди криопелагических водорослей отмечено также наличие аллохтонных пресноводных и солоноватоводных видов водорослей-эпифитов, присутствие которых в морских сообществах объясняется выносом пресноводного по происхождению молодого льда из устьев рек..
При сравнении первичной продукции, ассоциированной со льдом в Арктике и Антарктике, обнаружено явление биномической биполярности, когда в сходных условиях среды в разных полярных биотах независимо сформировались сходные биологические результаты. Так, например, в ледовых обрастаниях в Арктике отмечены виды родов Melosira, Pleurosigma, Nitschia, Amphiprora, Navicula, Fragilaria, Gomphonema, а в Антарктике — представители тех же родов Pleurosigma, Nitschia, Amphiprora и Fragilaria.

## Ракообразные

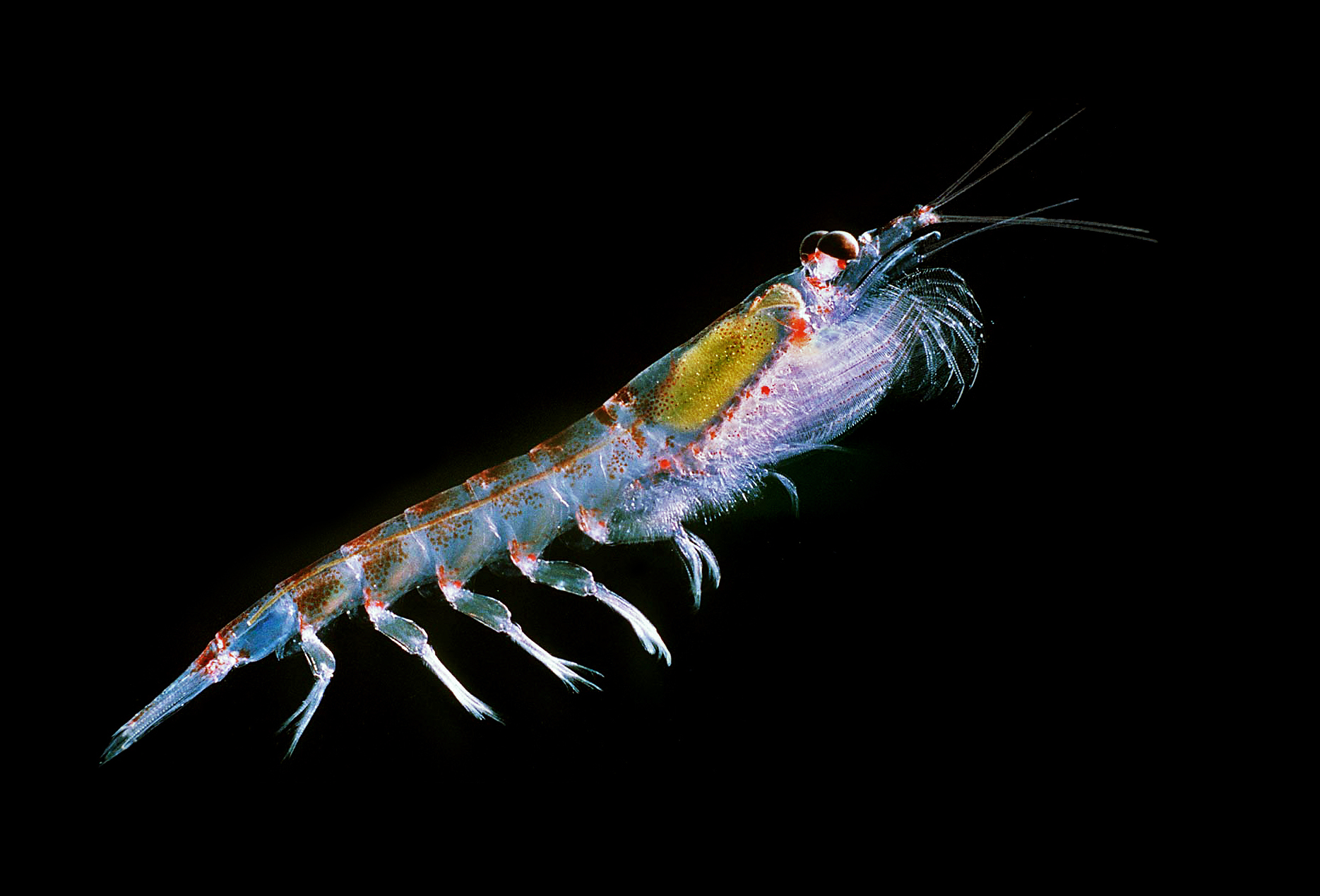
Антарктический криль (Euphausia superba) — временный компонент криопелагических сообществ Антарктики

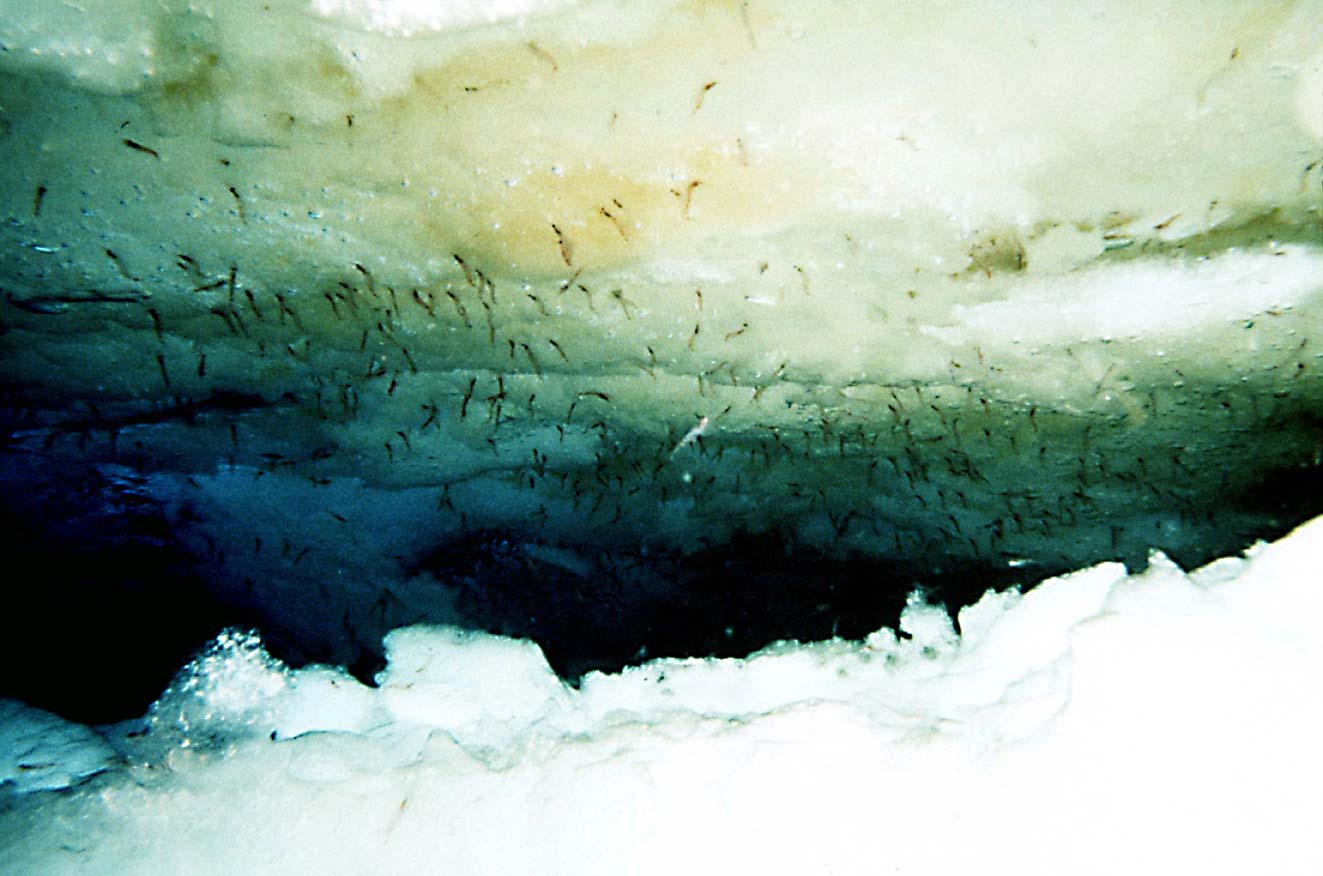
Антарктический криль питается диатомовыми водорослями на подводной поверхности льда

Ракообразные, питающиеся криопелагическими водорослями, формируют второе звено криопелагических биоценозов. В обеих полярных биотах эта группа представлена эпибентическими (находящимся непосредственно на поверхности льда) амфиподами, особенно гипериидами (например, Gammarus wilkitzkii в Арктике), а также менее массовыми группами копепод — Harpacticoida и Calanoida. Одно из отличий в составе криопелагических сообществ Арктики и Антарктики заключается в том, что в северном полярном регионе значительный вклад в криопелагические сообщества делают мизиды, особенно Mysis polaris, а весной и летом в Антарктике — подлёдные пелагические эвфаузиевые, прежде всего подлёдный криль (Euphausia crystalloriphias) и антарктический криль (E. superba)
.

## Меропланктон
Представители меропланктона, в отличие от аборигенов автохтонной криопелагической фауны, являются, как правило, временными обитателями криопелагических сообществ, участвующих в их жизни лишь на стадиях яйца или пелагической личинки. К криопелагическому меропланктону относятся главным образом личинки донных моллюсков, иглокожих, полихет и книдарий, а также пелагическая икра и пелагические личинки рыб. В Арктике рыбный меропланктон представлен главным образом икрой и личинками сайки (Boreogadus saida) и ледовой трески (Arctogadus glacialis), а в Антарктике — большим (Pagothenia borchgrevinki) и малым (Pagothenia brachysoma) широколобиками, а также частью — антарктической серебрянкой (Pleuragramma antarcticum).

## Рыбы
К автохтонным (аборигенным) представителям криопелагических биоценозов относится несколько видов эпипелагических рыб: в Арктике это, образующие массовые подлёдные скопления, — сайка и ледовая треска, а в Антарктике — одни из самых многочисленных рыб — большой и малый широколобики. Эти рыбы практически постоянно обитают в ассоциации со льдом. Причём, большой широколобик больше связан с мелководной неритической зоной и, соответственно, с припайным льдом, а малый широколобик главным образом ассоциирован с дрейфующим льдом. Здесь же, на погружённой поверхности льда, широколобики находят пищу, питаясь эпибентическим и пелагическим зоопланктоном, а также убежища от хищников, от которых рыбы прячутся в трещины и каверны в пористом льду. Взрослые рыбы прячутся в основном от тюленей Уэдделла, а молодь — от пингвинов и буревестниковых птиц. Ещё задолго до открытия феномена криопелагических организмов знаменитый полярный исследователь и капитан Джеймс Кларк Росс описал поведение широколобиков, прячущихся под лёд. Относительно недавно была разгадана и загадка, ответа на которую не могли найти первые полярные исследователи, часто находившие в желудках убитых тюленей Уэдделла только хвостовые части рыб. Теперь это уже очевидно, что подплывающие снизу тюлени откусывали задние части широколобиков, не успевших полностью спрятаться во льду.

Криопелагические рыбы
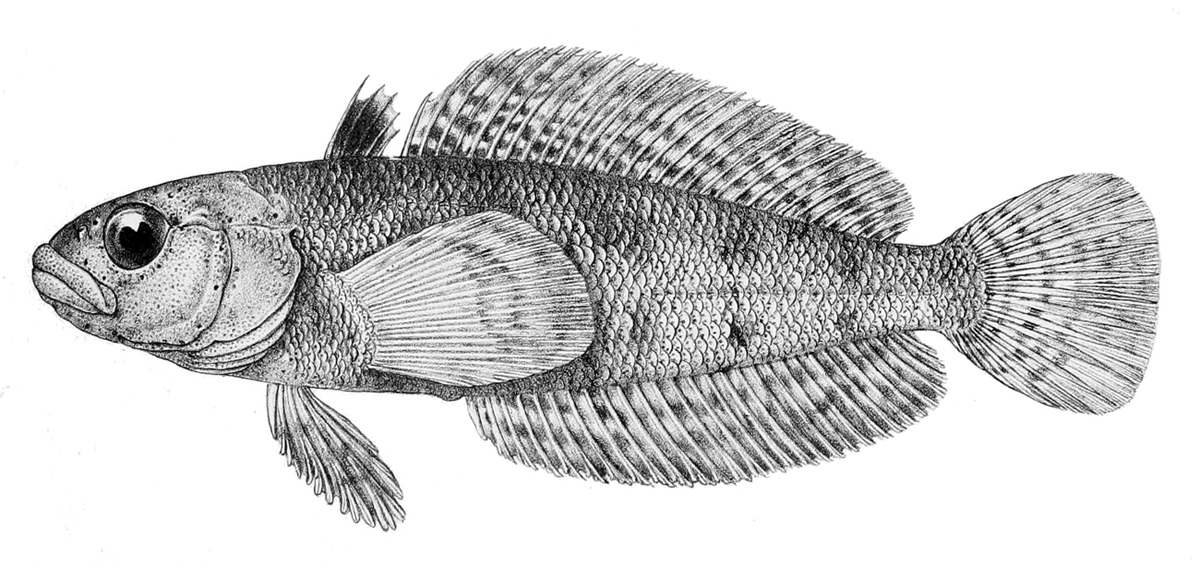
Малый широколобик (Антарктика)
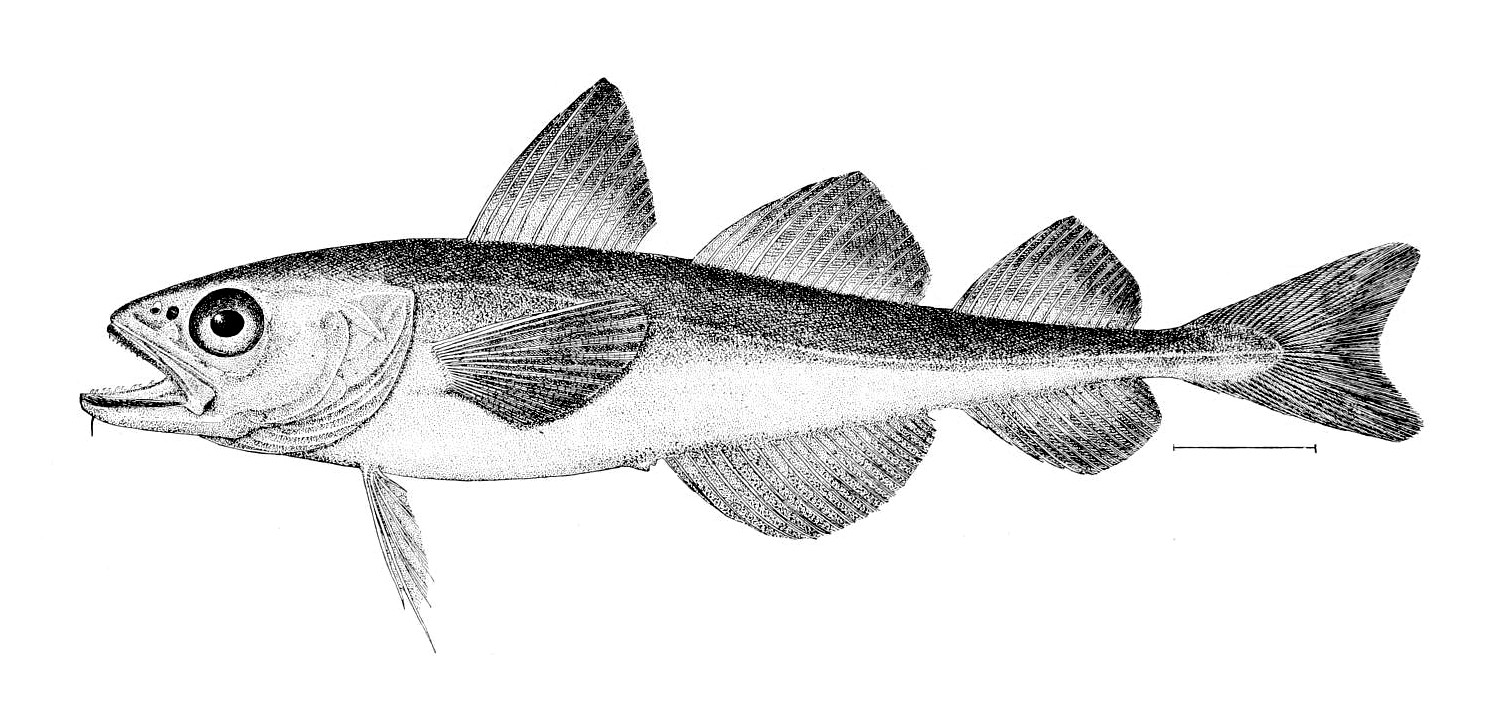
Сайка (Арктика)

Криопелагические рыбы имеют серию физиологических адаптаций к постоянному обитанию в суровых условиях среды на грани замерзания воды. Наиболее полно подобные адаптации, возникшие в процессе миллионов лет эволюции, исследованы у большого широколобика. У этой рыбы обнаружены наиболее высокие концентрации естественных антифризов, представленных гликопротеинами, которые препятствуют кристаллизации крови и тканевых жидкостей при отрицательных температурах, порой достигающих −1,9 °C. Кроме того, также отмечены очень высокие показатели концентрации в крови гемоглобина и гематокрита. Маскировочный и противотеневой эффект этой рыбе, постоянно находящейся вблизи поверхности льда, придаёт наличие отражающего свет слоя иридофоров, расположенных между кожей и мускулатурой, и присутствие в глазе особого серебристого слоя «startum argentum» между склерой и сосудистой оболочкой.